# Fourdrain
Fourdrain es una comuna francesa situada en el departamento de Aisne, en la región de Alta Francia.

## Demografía
| 463 | 433 | 393 | 404 | 390 | 433 | 414 |
| Para los censos de 1962 a 1999 la población legal corresponde a la población sin duplicidades (Fuente: INSEE [Consultar]) |     |     |     |     |     |     |